# Glima
Glima (Glíma) er en kampsport, der blev trænet uden brug af våben i vikingetiden og middelalderen. Begrebet Glima er fundet i islandsk litteratur fra 1200-tallet.
Glima betyder "Glædens leg". Andre kilder angiver, at betegnelsen glima kommer af det oldnordiske 'glimr' eller noget i den stil, hvilket betyder at glimre eller funkle (som kendt fra guld og ædelstene). Dette skulle henvise til den hurtighed, hvormed glima udføres.[kilde mangler]

## Historie
Glima har aner tilbage til 900-tallet, hvor brydeformen var udbredt i hele Norden[kilde mangler]. Kirken anså brydesporten for en hedensk tradition. På Island blev denne form for brydning bandlyst.[kilde mangler] I dag er Glima Islands nationalsport.[kilde mangler]
Glimabryderne bærer et glimabælte til at holde fast i hinanden. Det består af en rem på hvert ben og en rem rundt om maven. Remmene er forbundet til et samlet bælte.
Glimabæltet blev taget i anvendelse kort før år 1900, hvorimod bryderne tidligereholdt fast i hinandens bukser.[kilde mangler]

## Regler og taktik
For at skabe muligheder for at de kan angribe eller forsvare sig og for at undgå at kampen ender uafgjort, skal bryderne altid stå lige op og altid bevæge sig rundt om hinanden. Hvis bryderne kunne stå stille foroverbøjet ville det altid være den største og stærkeste der vandt. Fordi bryderne står op og skal bevæge sig hele tiden har hurtighed og teknik mere betydning end vægt og råstyrke.[kilde mangler]

## Sammenligning med andre former for brydning
Der er fire områder, der adskiller glima fra andre former for brydning:[kilde mangler]
- Bryderne skal altid stå lige op.
- Bryderne går rundt om hinanden i urets retning.
- Det er ikke tilladt at lande på modstanderen eller at presse modstanderen ned ved brug af magt.
- Bryderne holder fast i hinanden i et glimabælte.